# Simorrhina staudingeri
Simorrhina staudingeri är en skalbaggsart som beskrevs av Ernst Gustav Kraatz 1886. Simorrhina staudingeri ingår i släktet Simorrhina och familjen Cetoniidae. Inga underarter finns listade i Catalogue of Life.